# مصورسازی علمی

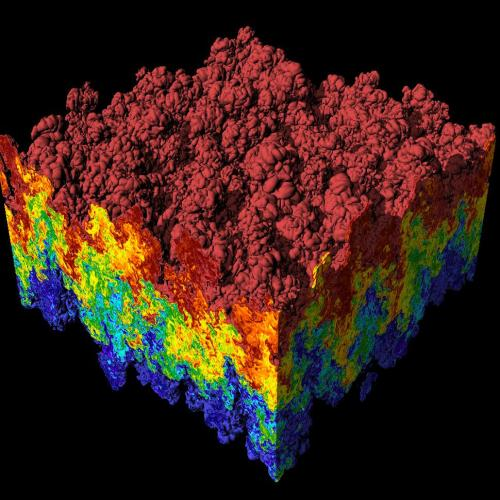
یک مصورسازی علمی از شبیه‌سازی ناپایداری رایلی-تیلور، که در اثر مخلوط‌شدن دو مایع ایجاد شده است.

مصورسازی علمی (به انگلیسی: Scientific visualization) شاخه‌ای میان‌رشته‌ای در علم است که به مصورسازی یافته‌های علمی در شاخه‌های گوناگون (معماری، هواشناسی، پزشکی، زیست‌شناسی، فیزیک و غیره) می‌پردازد. 
در مصورسازی علمی تأکید روی بازسازی واقع‌نمایانهٔ حجم‌ها، سطح‌ها، رنگ‌ها و سایر ویژگی‌های پدیدهٔ مورد بررسی است. 
مصورسازی علمی همچنین شاخه‌ای از علوم کامپیوتر و زیرشاخه‌ای از گرافیک رایانه‌ای شمرده می‌شود.
هدف مصورسازی علمی نمایش داده‌های علمی است تا دانشمندان بتوانند آن را بفهمند، توضیح دهند، یا از داده‌هایشان بینش دقیق‌تری پیدا کنند.

## نگارخانه

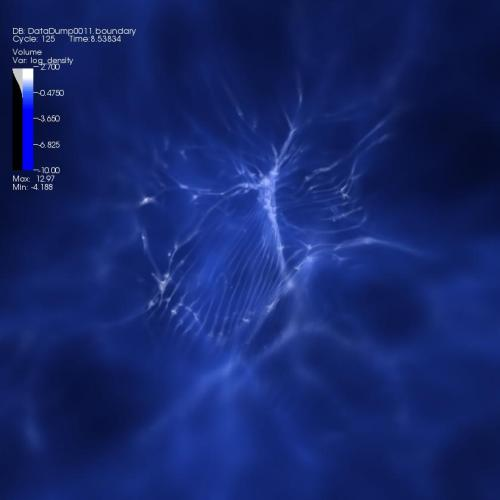
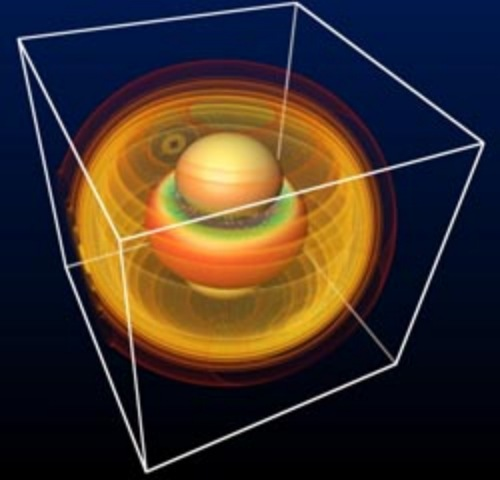
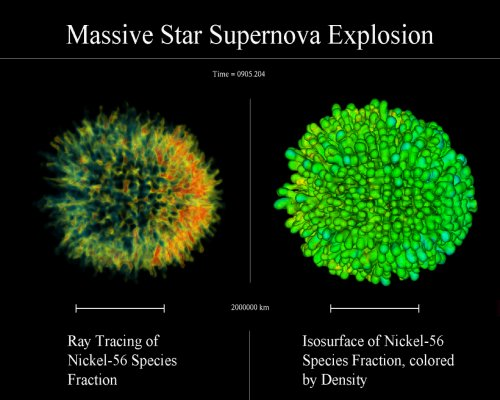
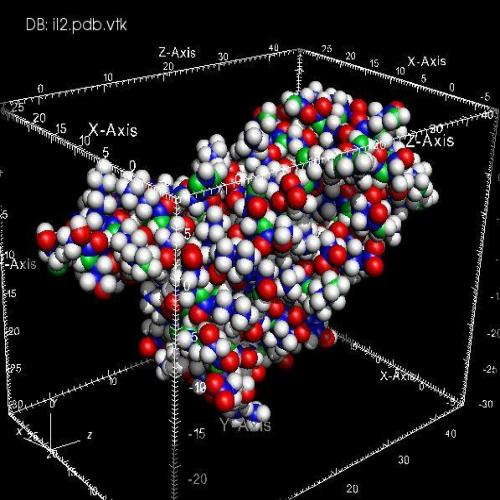